# Alois Lechner

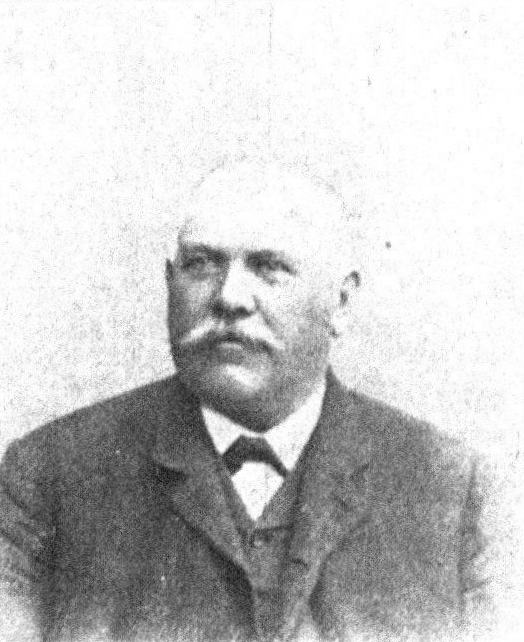
Alois Lechner

Alois Lechner (* 6. Juni 1849 in Leiben, Niederösterreich; † 17. Februar 1919 in Wien, begraben in Inzersdorf ob der Traisen) war ein österreichischer Politiker (CS) sowie Gast- und Landwirt. Er war Bürgermeister von Inzersdorf an der Traisen, Abgeordneter zum Niederösterreichischen Landtag und Abgeordneter des Österreichischen Abgeordnetenhauses.

## Leben
Lechner wurde als Sohn des Landwirts Josef Lechner geboren. Er besuchte eine einklassige Volksschule und war ab 1871 als Gastwirt und Müller in Würnsdorf tätig. Ab 1874 war er Landwirt in Inzersdorf, zudem betätigte er sich als Kaufmann. Er engagierte sich in landwirtschaftlichen Genossenschaften und stieg zu einem bedeutenden Genossenschaftsfunktionär auf. Er war Obmann des Verbandes ländlicher Genossenschaften Niederösterreichs und gehörte 1906 zu den Mitbegründern des Ausschusses des Niederösterreichischen Bauernbundes. Zudem war er Obmann der Spar- und Darlehenskasse, Mitglied des Bezirksstraßenausschusses, des Bezirksschulrates und des Bezirksarmenrates sowie Mitglied des Landeskulturrates. In der Gemeinde Inzersdorf war er ab 1871 als Gemeinderat aktiv, zwischen 1888 und 1912 fungierte er als Bürgermeister, danach war er bis zu seinem Tod wieder Gemeinderat.
In den Niederösterreichischen Landtag wurde Lechner erstmals 1896 gewählt, dem er in der Folge vom 28. Dezember 1896 bis zu seinem Tod angehörte. Er war zwischen 1902 und 1908 Abgeordneter der Landgemeinden Herzogenburg, Neulengbach, Purkersdorf und zwischen 1909 und 1915 Abgeordneter der Landgemeinden der Gerichtsbezirke Herzogenburg, Melk, Mautern. Zuletzt war er ab November 1918 Abgeordneter des provisorischen Landtags. Lechner kandidierte bei der Reichsratswahl 1907 im Wahlbezirk 63 und setzte sich mit 80 Prozent im ersten Wahlgang durch. Bei der Reichsratswahl 1911 konnte Lechner sein Mandat mit 72 Prozent erneut im ersten Wahlgang verteidigen. Er gehörte dem Reichsrat während der XI. und XII Legislaturperiode zwischen dem 17. Juni 1907 und dem 12. November 1918 an und war Mitglied im Klub der Christlichsozialen Vereinigung bzw. der Christlichsozialen Vereinigung deutscher Abgeordneter. Als Reichsratsabgeordneter gehörte Lechner nach dem Zusammenbruch der Habsburgermonarchie ab dem 21. Oktober 1918 zudem der Provisorischen Nationalversammlung an.